# Răzvan Sabău
Pour les articles homonymes, voir Sabău.
Răzvan Sabău, né le 18 juin 1977 à Bucarest, est un joueur de tennis professionnel roumain.

## Carrière
Il a joué principalement sur le circuit Challenger, remportant 4 titres en simple à Budapest en 1996 et 2005, à Homestead en 2004 et à Košice en 2005.
Il a joué avec l'équipe de Roumanie de Coupe Davis dans le groupe mondial en 1997 et en 2006 mais il a perdu ses deux matchs.

## Résultats en Grand Chelem

### En simple
| Année | Open d'Australie | Open d'Australie | Roland-Garros | Roland-Garros    | Wimbledon | Wimbledon             | US Open  | US Open      |
| ----- | ---------------- | ---------------- | ------------- | ---------------- | --------- | --------------------- | -------- | ------------ |
| 1999  | -                | -                | 1er tour      | Arnaud Boetsch   | -         | -                     | -        | -            |
| 2005  | -                | -                | -             | -                | -         | -                     | 1er tour | Andre Agassi |
| 2006  | 1er tour         | Gastón Gaudio    | 1er tour      | Dieter Kindlmann | 1er tour  | Philipp Kohlschreiber | -        | -            |

### En double
| Année | Open d'Australie | Open d'Australie | Roland-Garros | Roland-Garros | Wimbledon | Wimbledon | US Open                | US Open                  |
| 2005  | -                | -                | -             | -             | -         | -         | 2e tour Victor Hănescu | Jonathan Erlich Andy Ram |